# Exocentrus marginatus
Exocentrus marginatus là một loài bọ cánh cứng trong họ Cerambycidae.